# Cindy Ngamba
Cindy Winner Djankeu Ngamba (n. 7 septembrie 1998, Douala, Camerun) este o boxeră cameruneză care a concurat pentru echipa EOC pentru refugiați la Jocurile Europene din 2023⁠(d). Bronzul câștigat în 2024 la box feminin de 75 kg la Jocurile Olimpice de vară reprezintă prima medalie pentru echipa olimpică a refugiaților la Jocurile Olimpice.

## Biografie
Ngamba s-a născut în Camerun. La vârsta de 11 ani, Ngamba s-a mutat în Regatul Unit. Când a aplicat pentru facultate a aflat că unchiul ei i-a pierdut documentele de imigrare atunci când acesta s-a mutat înapoi în Camerun. În ciuda acestui lucru Ngamba a obținut o diplomă de licență în Crimă și Justiție Penală la Universitatea din Bolton.
În 2019 Ngamba și fratele ei au fost reținuți în timp ce mergeau la un birou de imigrație din Bolton și trimiși la un centru de detenție din Londra și apoi eliberați a doua zi. La vârsta de 18 ani, Ngamba a declarat că este lesbiană; ca atare, ea nu vrea să se întoarcă în Camerun, unde homosexualitatea este ilegală.

## Carieră
Ngamba se antrenează cu Great Britain Boxing, o echipă națională de boxeri amatori de elită din Marea Britanie, deși nu poate concura pentru această țară deoarece nu are pașaport britanic. Ea a câștigat campionatele naționale britanice de amatori la trei categorii diferite de greutate, devenind prima femeie după Natasha Jonas care a realizat această performață. În 2023, Ngamba a câștigat un eveniment Bocskai în Ungaria și a concurat în proba sub 75 kg pentru echipa EOC pentru refugiați la Jocurile Europene din 2023.
Ea a concurat pentru echipa olimpică a refugiaților la Turneul mondial de calificare la box pentru Olimpiada din 2024 și s-a calificat la Jocurile Olimpice de vară de la Paris, alături de colega ei britanică Chantelle Reid. Pe 2 mai 2024, Ngamba a fost numită oficial în Echipa Olimpică a Refugiaților, devenind prima boxeră care a fost selectată în această echipă. Ea a fost, de asemenea, aleasă ca unul dintre purtătorii de steag al echipei olimpice a refugiaților pentru ceremonia de deschidere alături de sportivul sirian de taekwondo Yahya Al-Ghotany.
Ngamba a luptat în primul tur cu medaliata cu aur la Campionatul Mondial de box feminin IBA 2022 Tammara Thibeault din Canada și a câștigat prin decizia 3:2.   În sferturile de finală ea a învins-o pe franceza Davina Michel, medaliată cu bronz la Campionatul Mondial din 2022, printr-o decizie unanimă, lucru care i-a garantat cel puțin o medalie la aceste jocuri.   În semifinale Ngamba a luptat cu Atheyna Bylon din Panama și a pierdut cu 4:1, dar a devenit astfel prima persoană care câștigă o medalie olimpică pentru echipa olimpică a refugiaților.